# Национальный музей Голодомора-геноцида
Национальный музей Голодомора-геноцида (укр. Національний музей Голодомору-геноциду) — мемориальный комплекс в городе Киеве (на Печерске, улица Лаврская 3., посвящённый трагедии Голодомора, голода 1932—1933 годов на Украине. Подчинён Министерству культуры Украины. Мемориал работает ежедневно с 10 до 18 часов.
Важной задачей Мемориала жертв Голодомора является напоминание об украинской идентичности, которую пытались заменить советской. Мемориал играет роль посредника в процессе передачи воспоминаний и информации о Голодоморе, демонстрируя связь поколений украинской нации и сохраняя память о попытке её уничтожения.

## Структура музея
Мемориальный комплекс включает:
- Часовня-памятник «Свеча памяти» (художника Анатолия Гайдамака) сделан из бетона высотой 32 метра. «Свеча» была открыта 22 ноября 2008 года[4]. Внутри есть музей, который был открыт в августе 2009 года. В музее экспонируются много фильмов посвященных Голодомору.
- Скульптура девочки из бронзы расположена в центре площади[5]
- Скульптурная композиция ангелов на входе в мемориал
- Аллея «Чёрных табличек»